# Horhausen (Nassau)
Horhausen település Németországban, Rajna-vidék-Pfalz tartományban. Lakosainak száma 302 fő (2023. december 31.). Horhausen Isselbach és Langenscheid községekkel határos.

## Népesség
A település népességének változása:
| Lakosok száma | 298  | 289  | 297  | 302  | 305  | 316  | 302  |
|               | 1975 | 2010 | 2017 | 2019 | 2021 | 2022 | 2023 |